# Christopher Cousins
Christopher Maher Cousins (* 27. September 1960 in New York City, New York) ist ein US-amerikanischer Schauspieler.

## Leben und Karriere
Cousins wurde in New York City geboren und wuchs in Oklahoma auf, wo er die Norman High School besuchte. Er machte seinen Abschluss an der Boston University. Danach ließ er sich in New York nieder, um fortan in Theaterproduktionen mitzuwirken.
In den 1990er-Jahren war Cousins vor allem durch seine Rolle des Cain Rogen in der Seifenoper One Life to Life bekannt. Im Jahr 2004 spielte er im Film Sehnsüchtig eine Rolle an der Seite von Josh Hartnett, Diane Kruger, Rose Byrne und Matthew Lillard. Schon zuvor hatte er Gastauftritte in bekannten Serien wie Emergency Room – Die Notaufnahme und Stargate – Kommando SG-1. Des Weiteren spielte er 2003 in einer Nebenrolle in O.C., California. Über die Grenzen der USA hinaus ist er vor allem durch seine Rolle des Ted Beneke, in der Erfolgsserie Breaking Bad bekannt, die er in den Jahren 2009 bis 2012 verkörperte. Seit 1986 war er in annähernd 90 Film- und Fernsehproduktionen zu sehen.